# Herder Lindeberg
Anders Herder Lindeberg, född 4 augusti 1857 i Bredaryds socken, Jönköpings län, död 6 september 1928 i Uddevalla, var en svensk ingenjör. Han var gift med Rebecka "Mea" Lindeberg

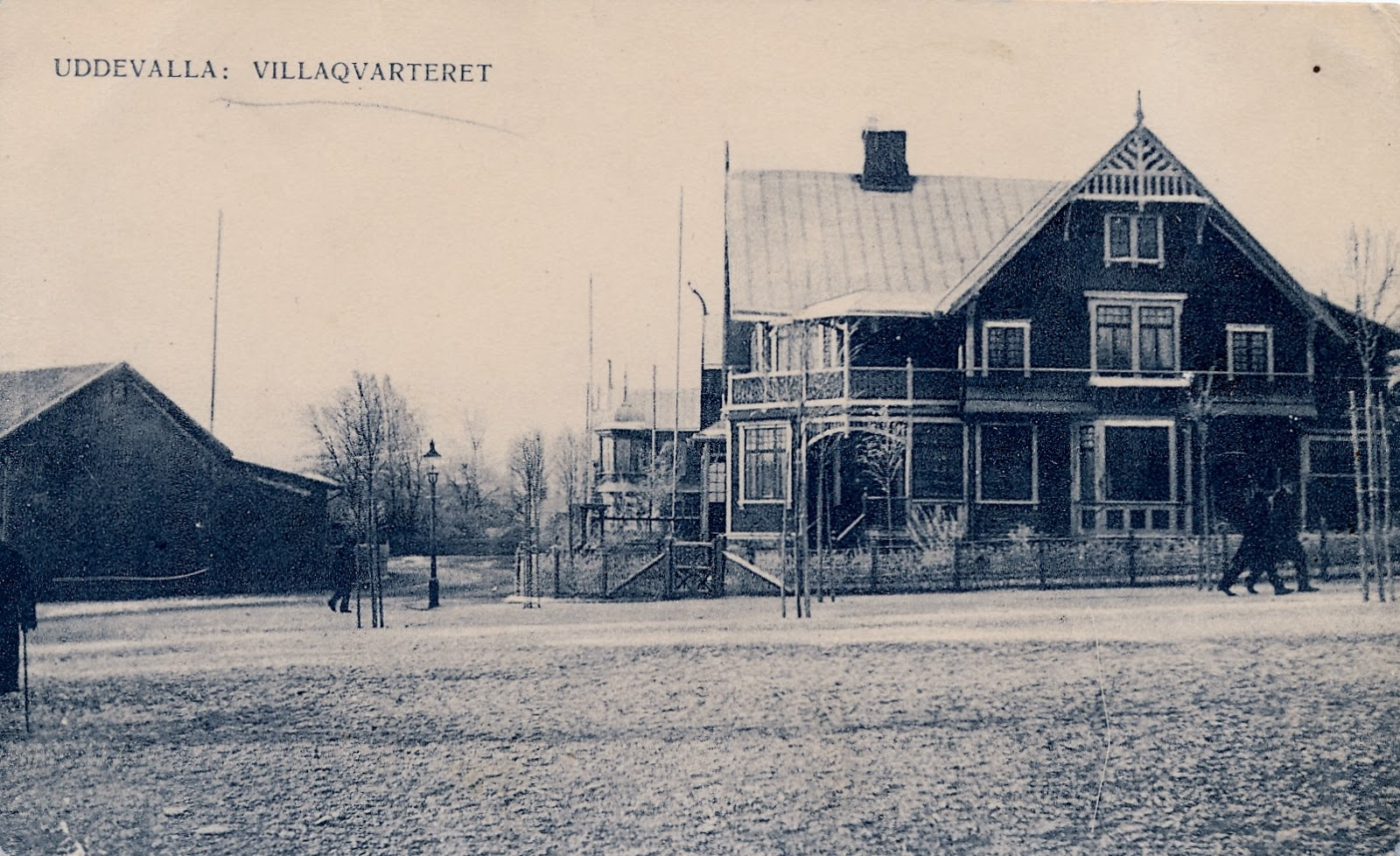
Lindebergska huset (Villa Mea) på Villagatan 7 i Uddevalla.
Huset ritades i jugendstil av Herder Lindeberg och stod inflyttningsklart 1902. Villan i tre våningar blev bostad åt familjen Herder och Mea Lindeberg och bestod av nio bostadsrum samt en ateljé på tredje våningen.

Lindeberg blev elev vid Chalmerska slöjdskolan 1873 och avlade avgångsexamen 1878. Han var stipendiat i allmän fysik vid Chalmerska slöjdskolan 1878–1883, tillförordnad lärare där 1879–1881, justeringsmedhjälpare i Göteborg 1882–1885, anställd hos fabriksfirman Fredrik Cöster & C:o i Uddevalla 1888–1892, stadsingenjör och gasverksföreståndare i Vänersborgs stad 1893–1899 samt stads- och hamningenjör i Uddevalla stad från 1899.

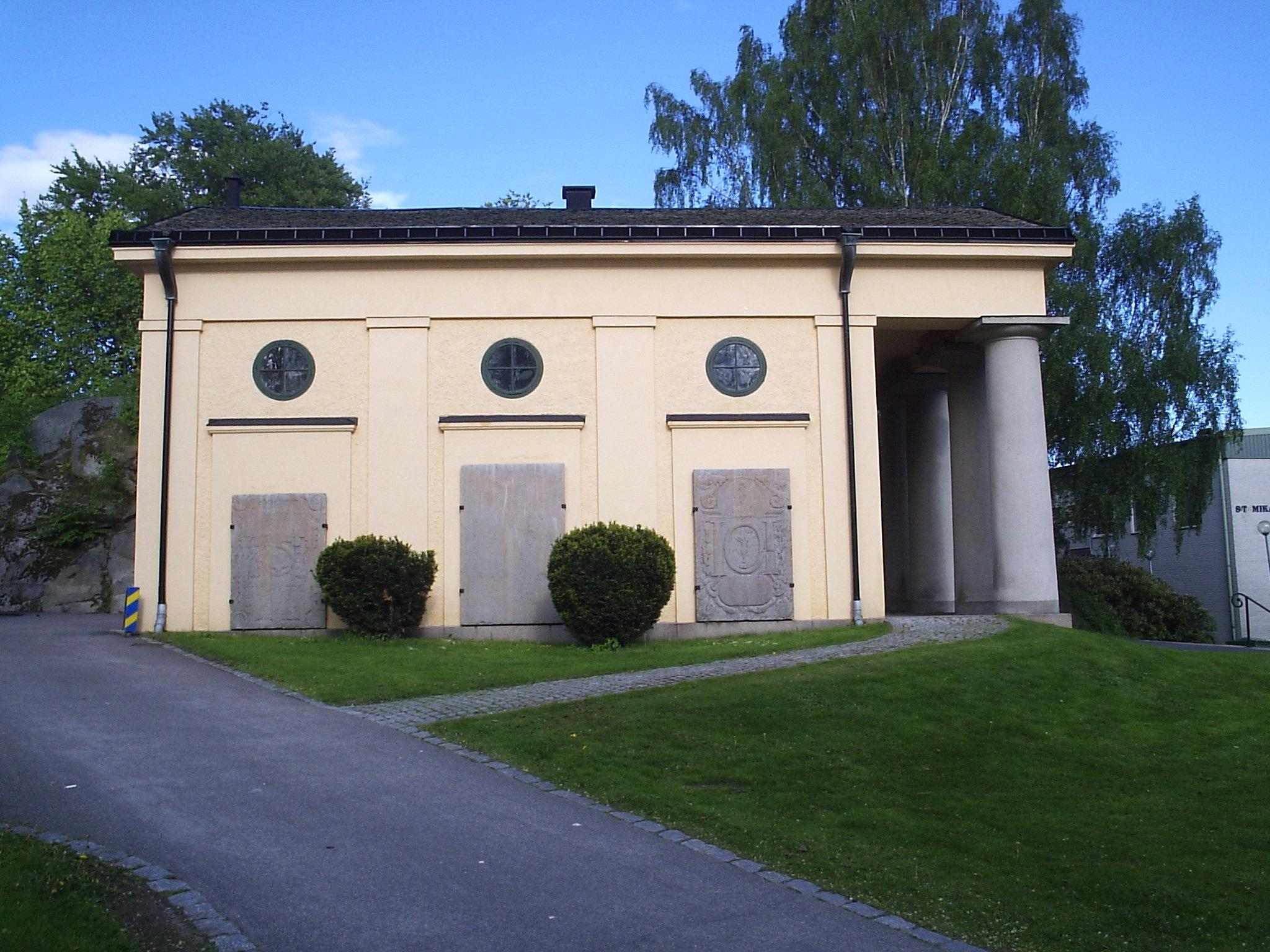
Sankt Mikaelskapellet i Uddevalla

Utöver sin egen bostad ritade han bland annat Sankt Mikaelskapellet samt dåvarande brandstationen på Torggatan 5 i Uddevalla.